# Juan Alberto Mateyko
Juan Alberto Mateyko, nacido Juan Alberto Matejko (26 de marzo de 1944), es un locutor, actor y presentador argentino. Durante su amplia trayectoria fue reconocido por su trabajo en distintas radios como por ejemplo El Mundo, Rivadavia y Mitre. Su mayor éxito fue La movida del verano, un programa transmitido por Telefe que duró ocho años[cita requerida]. Se realizaba en Mar del Plata y hoy se recuerda como un clásico de la ciudad, juntando un público de hasta 80 mil personas.
Por su programa pasaron distintos artistas de música nacional e internacionalmente conocidos como por ejemplo Xuxa, Shakira, Julio Iglesias y su hijo Enrique, Alejandro Sanz, Backstreet Boys, Maná, El Puma Rodríguez, Palito Ortega, Luis Miguel, Ricky Martin, Gloria y Emilio Estefan, Jennifer Lopez, entre otros. Con la participación de Xuxa, el programa salto de 8 puntos de audiencia para 18, con picos de 24. Fue homenajeado y ganador de al menos trece Martin Fierro por su conducción en La movida del verano y su programa radial en radio Rivadavia. Gracias a su trayectoria e historia tuvo el privilegio de conocer y estar junto a Ringo Starr y Frank Sinatra en distintas ocasiones. En la edición 2013 de los premios Martín Fierro del Interior que entrega la Asociación de Periodistas de la Televisión y la Radiofonía Argentinas (Aptra) fue galardonado en el rubro «Labor masculina en animación y conducción en radio» por su programa La movida de la tarde que se transmite por Radio Mitre Córdoba, y recibió el máximo premio, el Martín Fierro de Oro Federal, en reconocimiento a su trayectoria.
A fines de los 80 conoció a Naanim Timoyko, con quien se casó en 1988 y se divorció en 2008 y con quien tiene una hija y un hijo de nombre Rosa María y Juan Bautista.

## Labor como conductor

### Televisión
- 2013 - La movida del verano. Desde Villa Carlos Paz, Córdoba.[2]
- 1998 - La movida del verano. Desde el Parque de la Costa, provincia de Buenos Aires.[3]
- 1996 - La movida del verano. Desde Mar del Plata.[4]
- 1978 - Hola gente, hola música.

### Radio
- 1975: Maratón 75 (Radio Belgrano)
- 1976-1978: Dinámica
- 1984: Sábados para armar (Radio El Mundo)
- Dinámica Buenos Aires (Radio Buenos Aires)
- 1994: Movida 630 (Radio Rivadavia)
- La movida de la tarde (Radio Mitre Córdoba)

## Labor como actor
- 2012 - El Gran Show 2. Obra de teatro.[5]
- 1981 - Cosa de locos. Comedia musical.
- 1981 - Te rompo el rating. Comedia.
- 1980 - ¡Qué linda es mi familia!. Comedia.
- 1980 - Comandos azules. Comedia.
- 1979 - Hotel de señoritas. Comedia.
- 1979 - Expertos en pinchazos. Comedia.
- 1978 - La mamá de la novia. Comedia.
- 1974 - Un viaje de locos. Comedia.
- 1974 - Clínica con música. Comedia.
- 1973 - Siempre fuimos compañeros. Comedia musical.
- 1968 - Ché OVNI. Comedia.
- 1958 - Detrás de un largo muro. Drama.

## Premios y nominaciones
| Premios Martín Fierro Federal | Premios Martín Fierro Federal              | Premios Martín Fierro Federal | Premios Martín Fierro Federal | Premios Martín Fierro Federal |
| Año                           | Categoría                                  | Trabajo nominado              | Resultado                     | Ref.                          |
| ----------------------------- | ------------------------------------------ | ----------------------------- | ----------------------------- | ----------------------------- |
| 2013                          | Premio Martín Fierro Federal de Oro        | La movida de la tarde         | Ganador                       | [ 6 ]                         |
| 2013                          | Mejor conducción masculina en radio        | La movida de la tarde         | Ganador                       | [ 6 ]                         |
| 2015                          | Mejor programa de interés general de radio | La movida de la tarde         | Ganador                       | [ 7 ]                         |
| 2017                          | Mejor programa de interés general de radio | La movida de la tarde         | Ganador                       | [ 8 ]                         |
| 2017                          | Mejor conducción masculina en radio        | La movida de la tarde         | Ganador                       | [ 8 ]                         |
| 2019                          | Mejor programa de interés general de radio | La movida de la noche         | Ganador                       | [ 9 ]                         |
| 2019                          | Mejor conducción masculina en radio        | La movida de la noche         | Ganador                       | [ 9 ]                         |

- 2011 - Premio Alberto Olmedo a la trayectoria honorable, otorgado por la Confederación Sindical de Trabajadores de los Medios de Comunicación Social (Cositmecos).[10]